# Ursula Buschhorn
Ursula Buschhorn (* 16. Mai 1969 in Palo Alto, Kalifornien, USA) ist eine deutsche Schauspielerin.

## Leben
Ursula Buschhorn wurde 1969 in Palo Alto, Kalifornien, als Tochter des Physikers Gerd Buschhorn geboren. Nach der Rückkehr ihrer Eltern nach Deutschland wuchs sie in München auf. Sie ist Mutter einer Tochter.
Ihre Schauspielausbildung erhielt sie an der Staatlichen Hochschule für Musik und Darstellende Kunst Stuttgart.
Nach einigen Engagements am Frankfurter Schauspielhaus, dem Stadttheater Wuppertal, dem Welttheater-Projekt und dem Wilhelma-Theater ist sie regelmäßig im deutschen Fernsehen zu sehen. Bekannt wurde sie mit Hauptrollen in Alle meine Töchter, Dr. Anna Sanwaldt-Hängsberg (1995–1998), Unser Charly, Dr. Katharina Hauser (2008–2012) und Familie Dr. Kleist, Anna Schöller (2013–2016).
Buschhorn ist seit mehreren Jahren Mitglied des Ensembles des a.gon Theaters München, wo sie in verschiedenen Stücken zu sehen war. In der Saison 2024/2025 ist sie u. a. Teil des Ensembles des Stückes "Und wenn wir alle zusammenziehen?", wo sie die Jeanne spielt.

## Filmografie (Auswahl)
- 1995: Blutige Spur (Fernsehfilm)
- 1995: Inseln im Wind (Fernsehserie, Folge: Unter dem Vulkan)
- 1995: Mit verbundenen Augen (Fernsehfilm)
- 1995–1998: Alle meine Töchter (Fernsehserie, 41 Folgen)
- 1996: Schwurgericht (Fernsehserie, Folge: Unschuldig verbrannt)
- 1996: Dr. Stefan Frank – Der Arzt, dem die Frauen vertrauen (Fernsehserie, Folge: Mit dem Mut der Verzweiflung)
- 1997: Es geschah am hellichten Tag (Fernsehfilm)
- 1997: Die drei Mädels von der Tankstelle
- 1997: Have a great day (Diplomfilm/FHH München)
- 1997–1999: Gegen den Wind (Fernsehserie, 14 Folgen)
- 1998: Barbara Wood: Herzflimmern (zweiteiliger Fernsehfilm)
- 1998: Weißblaue Geschichten (Fernsehserie, Folge: Schwein gehabt)
- 1998: Rosamunde Pilcher – Rückkehr ins Paradies (Fernsehfilm)
- 1998–2012: Unser Charly (Fernsehserie, 50 Folgen)
- 1999: Ein starkes Team – Braunauge (Fernsehserie)
- 1999: JETS – Leben am Limit (Fernsehserie, 3 Folgen)
- 1999: Siska (Fernsehserie, Folge: Hart am Abgrund)
- 1999: Das Mädchen aus der Torte (Fernsehfilm)
- 1999–2001: Wilder Kaiser (Fernsehserie, 3 Folgen)
- 2000–2001: Mein Partner auf 4 Pfoten (Miniserie, 5 Folgen)
- 2000–2001: Küstenwache (Fernsehserie, 10 Folgen)
- 2001: Sieben Tage im Paradies (Fernsehfilm)
- 2002–2018: SOKO München (Fernsehserie, 3 Folgen, verschiedene Rollen)
- 2002: Der Verehrer (Fernsehfilm)
- 2002: Ein himmlisches Weihnachtsgeschenk (Fernsehfilm)
- 2002: Ich leih dir meinen Mann
- 2002: Kunstgriff (Kurzfilm)
- 2003: Nicht ohne meinen Anwalt (Fernsehserie, 11 Folgen)
- 2003: Alarm für Cobra 11 – Die Autobahnpolizei (Fernsehserie, 2 Folgen)
- 2003: Edel & Starck (Fernsehserie, Folge: Ein unmoralisches Angebot)
- 2003: Pfarrer Braun (Fernsehserie, Folge: Der siebte Tempel und Das Skelett in den Dünen)
- 2003: Die Nacht davor (Kurzfilm)
- 2004: Paradies in den Bergen (Fernsehfilm)
- 2004: Die Farben der Liebe (Fernsehfilm)
- 2004: Das Traumschiff (Fernsehserie, Folge: Samoa)
- 2004–2025: Die Rosenheim-Cops (Fernsehserie, 5 Folgen, verschiedene Rollen)
- 2005: Auf den Spuren der Vergangenheit (Fernsehfilm)
- 2006: Lilly Schönauer (Fernsehserie, Folge: Die Stimme des Herzens)
- 2006: Im Himmel schreibt man Liebe anders (Fernsehfilm)
- 2006: Der See der Träume (Fernsehfilm)
- 2006–2007: Stadt, Land, Mord! (Fernsehserie, 8 Folgen)
- 2007: Vaterherz (Fernsehfilm)
- 2007: Im Tal der wilden Rosen (Fernsehserie, Folge: Triumph der Liebe)
- 2007: Hotel Meina
- 2008: Kreuzfahrt ins Glück (Fernsehserie, Folge: Wedding-Planner)
- 2008, 2021: SOKO Köln (Fernsehserie, 2 Folgen)
- 2011: Das Traumschiff (Fernsehserie, Folge: Kambodscha)
- 2012: Der letzte Bulle (Fernsehserie, Folge: Ein echter Held)
- 2013–2017: Familie Dr. Kleist (Fernsehserie, 29 Folgen)
- 2014: Der Staatsanwalt (Fernsehserie, Folge: Hackordnung)
- 2015: Hammer & Sichl (Fernsehserie, Folge: Kundenfriedhof)
- 2015: Die Bergretter (Fernsehserie, Folge: Losgetreten)
- 2015: SOKO Kitzbühel (Fernsehserie, Folge: Alte Wunden)
- 2016: Der Lehrer (Fernsehserie, Folge: Sie sind mein L-Lieblingslehrer!)
- 2016: Die Chefin (Fernsehserie, Folge: Oktoberfest)
- 2016: Katie Fforde – Das Schweigen der Männer (Fernsehfilm)
- 2018: Bettys Diagnose (Fernsehserie, Folge: Schöne Bescherung)
- 2020: Inga Lindström – Liebe verjährt nicht (Fernsehfilm)
- 2022: SOKO Linz (Fernsehserie, Folge: Grenzverschiebung)
- 2022: Watzmann ermittelt (Fernsehserie, Folge: Verbissen)